# پلی‌اتیلن گلیکول
پلی‌اتیلن گلیکول (به انگلیسی: Polyethylene glycol) یک ترکیب اتر با انواع استفاده‌های صنعتی و پزشکی است.

## کاربرد در پزشکی
پلی‌اتیلن‌گلیکول (PEG) به عنوان ملین در درمان یبوست بکار می‌رود، همچنین قبل از اعمال جراحی روده و کولونوسکوپی جهت پاک کردن روده استفاده می‌شود. قطرهٔ چشمی آن نیز کاربرد دارد. اخیراً اسپری‌های ترمیمی و ضد دردی با ترکیب پلی‌اتیلن‌گلیکول ساخته شده‌اند که موفقیت‌آمیز بوده‌است. به عنوان حلال در محصولات دارویی تزریقی نیز بکار می‌رود.

## کاربردهای صنعتی
- مواد آرایشی، بهداشتی

پلی‌اتیلن گلایکول‌ها ترکیباتی خنثی، بی‌بو، جاذب رطوبت، غیر فرار، بدون ایجاد خواص تحریک‌کننده و سوزش به عنوان ترکیب محلول در آب نرم‌کننده در رنج وسیعی از محصولات آرایشی، بهداشتی و بهداشت فردی از قبیل کرم‌ها، لوسیون‌ها، چوب‌ها، کیک‌ها، پودرها و ژله‌ها به کار برده می‌شود.
- شوینده‌ها

صابون‌ها، جلا دهنده‌ها و تمیز کننده‌ها کاربرد اصلی پلی‌اتیلن گلایکول‌ها است. به این دلیل که این محصولات محلول در آب و بی‌اثر با فراریت و سمیت پایین هستند و نیز به عنوان حلال یا کمک حلال نیز استفاده می‌شوند.
- رنگ و پوشش

از پلی‌اتیلن گلایکول‌ها به عنوان حد واسط در تهیه رزین‌های آلکید و پلی‌استر برای افزایش پخش‌شدگی در آب استفاده می‌شود.
- کشاورزی

به عنوان ترکیب محلول در آب و حل‌کننده در حشره‌کش‌های آلی به کار برده می‌شوند.
- کاغذسازی

در صنایع کاغذسازی به عنوان عامل انعطاف‌پذیری و براقی کاغذ، پایدارکنندهٔ رنگ و نرم‌کنندهٔ کاغذ کاربرد دارد.
- کاشی و سرامیک

از پلی‌اتیلن گلایکول‌ها به‌طور گسترده در صنایع کاشی و سرامیک به عنوان عامل قالب‌پذیر (نرم کردن)، حامل و متصل‌کننده استفاده می‌شود. همچنین در فرمولاسیون روغن‌های چاپ روی کاشی در مراحل مختلف پخت کاربرد دارد که باعث می‌شود چاپ به خوبی و بدون جوش زدن روی سطوح کاشی انجام شود.
1. ↑  Kahovec J, Fox RB, Hatada K (2002). "Nomenclature of regular single-strand organic polymers". Pure and Applied Chemistry. 74 (10): 1921–1956. doi:10.1351/pac200274101921.
2. ↑  "Poly(ethylene glycol)". ChemSrc. 7 January 2020.